# 丙呋甲酮
丙呋甲酮是一种有机化合物，分子式C13H14O2，存在于假藿香薊屬的物种（Ageratina altissima）中，有毒。